# Белокрылая котинга
Белокрылая котинга (лат. Xipholena atropurpurea) — вид птиц из семейства котинговые. Эндемик Бразилии. Естественной средой обитания является субтропический или тропический влажный равнинный лес.

## Описание
Длина тела 19 см. Вес самцов 58—65 г, самок — 56—67 г. У клюва широкое основание, довольно сильно сплюснутое дорсовентрально, кончик клюва слегка изогнут.

## Биология
Питаются в основном фруктами, также насекомыми, от случая к случаю цветами, в том числе из семейства Malpighiaceae.
МСОП присвоил виду охранный статус VU. Угрозой для него считают возможную утрату мест обитания.